# Famille de Chabod
Pour les articles homonymes, voir Chabod.
Ne doit pas être confondu avec Famille de Chabot.
La famille Chabod, ajout de la particule de tardive, est une ancienne famille marchande et bourgeoise de Chambéry, dans le duché de Savoie.
La famille a produit deux branches principales : les Chabod-Saint-Maurice et les Chabod-Lescheraine, parfois de l'Echerenne. Elle fournit essentiellement des officiers et des militaires à la maison de Savoie.

## Héraldique
| famille de Chabod | Les armes des Chabod se blasonnent ainsi : D'azur, à trois fleurs de lys d'argent 2 et 1, au chef de même chargé d'un lion issant de sable lampassé de gueules. Cimier : une lice issant d'argent. Supports : deux griffons d'argent. Devise : c'est à tard, voire tout à temps. |

| Rameau des Chabod-Lescheraine | Les armes des Chabod-Lescheraine se blasonnent ainsi : Parti d'azur semé de fleurs de lys d'argent (alias d'or) à la bande d'or chargée de 3 lionceaux de gueules. Un participant au tournoi de 1348 porte ce blason. Cimier : un levrier naissant d'argent accolé de sable lampassé de gueules. Devise : TOUT À TEMPS. Un second avec le même nom portait ces armes avec le même cimier et la devise, mais la devise c'est à tard, des Chabod. La différence des blasons a fait penser qu'il s'agissait d'une autre famille. |

## Titres
Les membres de la famille de Chabod ont porté les titres suivants :
- Marquis de Lescheraines (1682), de Saint-Maurice (1635) ;
- Comtes de Saint-Maurice ;
- Barons de Crête, de Lupigny, de Saint-Geoire ;
- Seigneurs d'Aiguebelette, d'Aisone, d'Arith, du Cengle, de Chiron, de (v. XVIIe siècle, à Vallières)[4], de Douvaine, de La Dragonnière, de Féterne, de Grésin, d'Hauteville, de Jacob, de Mionaz, de Monet, de Thusy, de Travernay, de Troche, de Villeneuve (achat en 1401) ;
- Coseigneurs de Peillonex.

## Historique

### Origines
Les Chabod — on trouve dans la documentation les formes Chabo, Chaboud ((la) Chabodi ou Chaboudi) — appartiennent à une vieille famille de marchands, originaire de Chambéry. Le généalogiste Amédée de Foras indique que l'usage la particule est moderne. Elle est l'un des trois grandes familles bourgeoises de Chambéry avec les Bonivard et Candie,.
Le généalogiste Samuel Guichenon (XVIIe siècle) mentionnait « Jean de Chabo, chevalier, seigneur de Jacob, qui vivait l'an 1180 », avec une « ancienneté de cinq cents ans justifiée par titres irréprochables les grandes terres et seigneuries, les alliances ou prises ou baillées aux principales maison de Savoye et de Piedmont, et les charges et les employs les plus importants de l'État ». Le généalogiste Amédée de Foras (1863) ne remet pas en cause « les grandeurs » de la famille, mais plutôt les errements quant à l'ancienneté des titres, voire les arrangements de ses prédécesseurs (Pingon, Guichenon et Commnène).
Jean-Olivier Viout, érudit local, souligne la complexité de l'origine de la famille. Il indique que « Peu de familles de Savoie connaissent un arbre généalogique aussi ramifié à l'origine si controversée », précisant que l'ensemble des spécialistes du sujet concernant la Savoie, de Samuel Guichenon à Amédée de Foras, en passant par Louis de Pingon, ont proposé des généalogies « irréprochables » sans pour autant pouvoir être satisfaisantes.
Ils semblent avoir obtenu le titre de seigneur de Jacob à la suite de l'achat d'une propriété au cours du XIIe siècle.

### Au service de la maison de Savoie
Leur présence à Chambéry est attestée au XIIIe siècle. Des membres de la famille se trouve dans l'entourage du comte de Savoie. Jean Chabod est un acteur local du bailliage de Savoie, à partir des années 1240. Entre les XIVe siècle et XVe siècle, les Chabod vont compter de nombreux châtelains.
Deux membres de la famille sont témoins, Guillaume et , tout comme les Bonivard et les Candie, lors de l'achat de la ville par le comte Thomas Ier de Savoie, en 1232,,. Au même titre que ces deux familles, les Chabod sont présents lors de la curia châtelaine.
L'un des premiers châtelains originaires de Chambéry est Jean Chabod, pour la châtellenie du Châtelard, dans la région voisine des Bauges, en 1288. Ce dernier est dit bourgeois de Chambéry. Au début du siècle suivant, ces membres acquièrent des charges de châtelains en Grésivaudan ou en Viennois savoyard, ils sont des hommes de confiance du prince, « les munitionnaires des armées princières ».
Vers la fin du XIVe siècle, « trois fondations religieuses et quatre établissements privés, fondés par quelques riches familles chambériennes, les Chabod, les Bonnivard ». Jean Chabod est à l'origine de l'hôpital de Sainte-Croix.
Syndics et officiers, les Chabod acquièrent après plusieurs actes — octobre 1438, avril 1439, novembre 1440, septembre 1443 et août 1450 — l'érection de la seigneurie de Lescheraine, constituée des paroisses de Lescheraine, Le Noyer et Arith, en faveur de Barthélémy Chabod,. Cette acquisition revient à Guillet de Chabod, qui obtient également des droits sur Arith et Le Noyer, dans les Bauges.

### Apogée
La stratégie familiale permet d'obtenir des alliances matrimoniales avec de puissantes familles seigneuriales, comme les Chignin au milieu du XIVe siècle ou encore les Seyssel au XVe siècle, puis au XVIe siècle. Certains membres accèdent aussi aux charges de la chancellerie (trésoriers).
Ainsi Barthélémy Chabod de Lescheraine, neveu de Guillet de Chabod, devient en 1437, trésorier de Savoie, conseiller ducal, puis président de la Chambre des comptes,. Il est, en 1440, châtelain du Bourget. Il est fondateur, en 1442, d'une chapelle dans l'église de Lémenc,.
Au XVIIe siècle, la famille atteint son apogée, obtenant trois chevaliers du très prestigieux ordre savoyard de la Très Sainte Annonciade. Le premier d'entre-eux est Guillaume-François Chabod fait comte de Saint-Maurice (Tarentaise),. Ce dernier occupe diverses charges, notamment celle de conseiller ducal mais aussi de militaire, jusqu'à être l'ambassadeur extraordinaire du duc auprès de la Cour de France,.

### Période contemporaine et disparition
Charles de Chabod (vivant en 1701), marquis de Saint-Maurice cède, en 1701, la maison forte de la Dragonnière au comte Jean-Baptiste Costa.
Le rameau des Chabod de Saint-Maurice s'éteint en 1802.

## Personnalités
- Hugonard (Hugonet) Chabod, docteur-ès-lois, conseiller comtal (1397), juge de Maurienne et de Tarentaise[7],[16].
- Barthélémy (de) Chabod (mort vers 1460) bâtard légitimé (1421) de Jacques Chabod, bourgeoise de Chambéry, puis seigneur de Jacob, syndic de Chambéry (1426), châtelain du Châtelard, trésorier de Savoie (jusqu'en 1437), qualifié d'égrège, chevalier, conseiller ducal (1439), président de la Chambre des comptes, seigneur de Lescheraine (1440)[3],[16],[7],[17].
- Antoine (de) Chabod, seigneur de Jacob, ambassadeur ordinaire du duc de Savoie auprès de la Cour de France. ∞ Claudine Malet[11], héritière de la seigneurie de La Dragonnière[15]. Prête hommage pour ce fief en 1543.
  - Guillaume-François (de) Chabod (vivant en 1571-† 1620), fils des précédents, premier comte de Saint-Maurice (Tarentaise)[6], seigneur de Jacob et de La Dragonnière[15],[13],[14]. Conseiller d'État et chevalier du Sénat de Savoie (16 décembre 1582), chambellan ducal, gouverneur et capitaine du château de Montmélian (1584-1594), grand-maître de l'artillerie de Savoie, commandant en l'absence du lieutenant-général en Savoie (1593), puis lieutenant-général (1594), et nommé ambassadeur extraordinaire en France à l'avènement de Louis XIII (1609)[14]. Fait chevalier de l'Ordre suprême de la Très Sainte Annonciade (8 septembre 1610)[6],[15]. ∞ (27 décembre 1571) Marguerite de Seyssel[11].
- Claude-Jérôme de Chabod (vivant en 1636), marquis de Saint-Maurice, baron de Saint-Geoire, seigneur de Jacob et de La Dragonnière. Grand-maître de l'artillerie du duc de Savoie, ambassadeur en Angleterre puis en France, fait chevalier de l'Ordre suprême de la Très Sainte Annonciade (1636)[6],[15].
  - Thomas-François de Chabod, fils du précédent, marquis de Saint-Maurice. Grand-maître de l'artillerie du duc de Savoie, gouverneur de la Savoie, fait chevalier de l'Ordre suprême de la Très Sainte Annonciade[6].

## Possessions
Liste non exhaustive des possessions tenues en nom propre ou en fief de la famille de Chabod.
- hôtel Chabod-Balland, à Chambéry[7].
- château d'Aiguebelette-le-Lac, à Aiguebelette-le-Lac (XVIe), en individis avec la famille de Rivoire[18].
- château de La Balme, à La Balme (1581- vendu à la génération suivante)[19].
- château de Chitry (XVIIe siècle), à Vallières[4].
- château de Crête, à Versonnex[20].
- Château de la Dragonnière, à Yenne (XVIe siècle-1701)[15],[21].
- château d'Hauteville (1619), à Hauteville (1619-1730)[22].
- château de Villeneuve, à Cognin (1401-ap. 1630)[23].
- hôpital de Sainte-Croix, dit de Chabod[24].

## Charges
Des membres de la famille, notamment entre les XIVe siècle et XVe siècle, sont châtelains pour les comtes, puis ducs de Savoie, :
- Bourget (1441-1449) ;
- Cessens et Grésy (1435-1437) ;
- Chambéry (fin XIIIe siècle) ;
- Châtelard (1288-1296, 1437-1445, 1456-1491).
- La Rochette (1319).

Offices militaires :
- gouverneur et capitaine du château de Montmélian (1584-1594)[13],[14].

### Fonds d'archives
- Fonds : Chabod et le Châtelard.  Cote : SA 8774-8782 • SA 8786-8819. Chambéry : Archives départementales de la Savoie / CC du Châtelard.